# Studentenverbindung
 (juin 2020).
Si vous disposez d'ouvrages ou d'articles de référence ou si vous connaissez des sites web de qualité traitant du thème abordé ici, merci de compléter l'article en donnant les références utiles à sa vérifiabilité et en les liant à la section « Notes et références ».

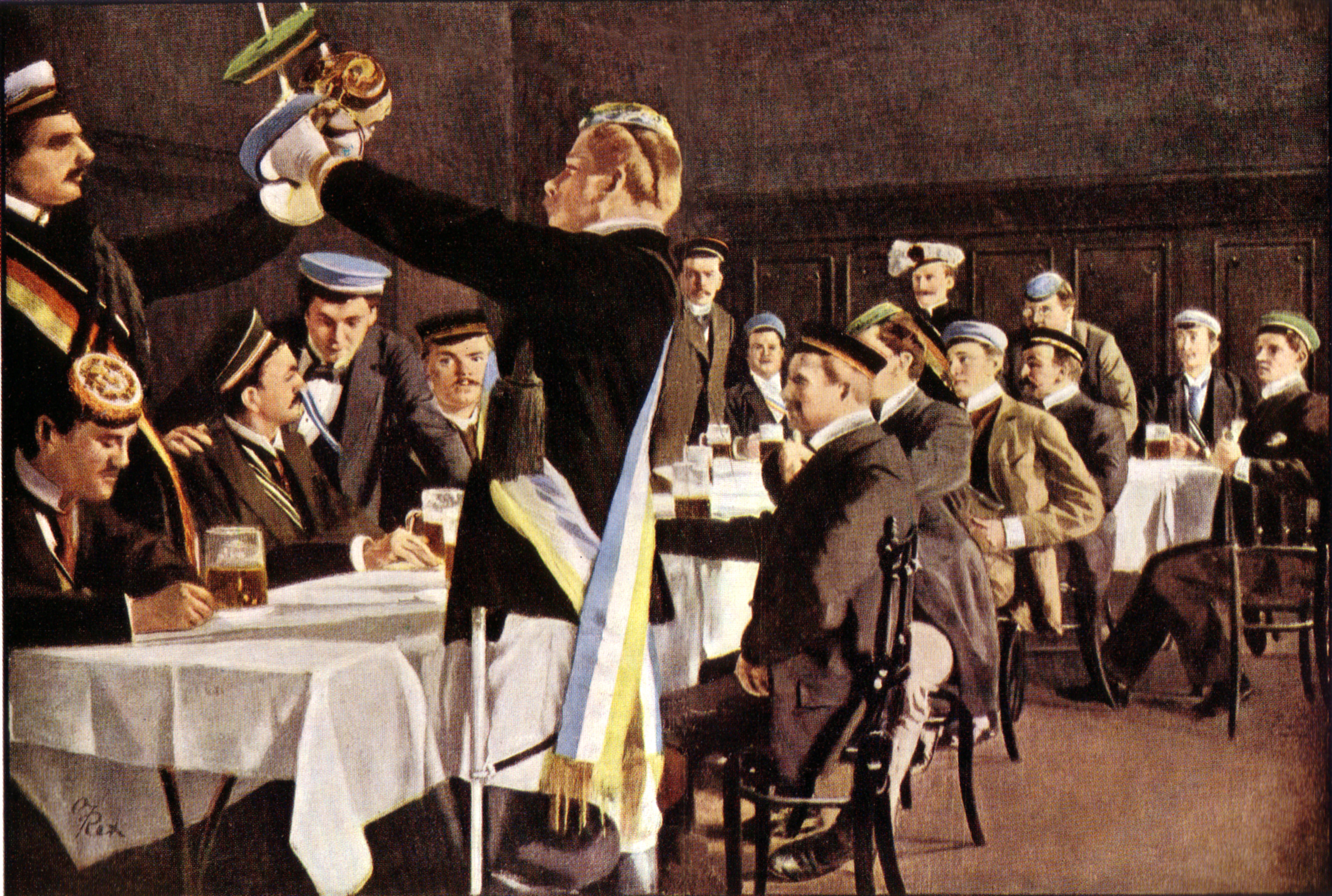
Rituel des étudiants allemands à Prague, peinture d'Oscar Rex (vers 1900).

Les Studentenverbindungen ou simplement Verbindungen (de Student et Verbindung, mots allemands signifiant respectivement « étudiant » et « lien »), rendu généralement en français par «société d’étudiants », sont des associations d'étudiants que l'on trouve dans le « Sprachraum » allemand, mais aussi en Suisse romande, comparables dans une certaine mesure aux fraternités américaines. Elles s'en distinguent principalement par leur ancienneté bien plus grande et ont des sources et traditions différentes.
On trouve également des sociétés étudiantes similaires dans les pays ayant été colonisés ou influencés par les pays germaniques, tels que l'Estonie ou la Pologne par exemple, mais également par inspiration dans des pays comme la France, l'Ukraine, ou encore l'Italie,.

## Organisation
Le terme « Studentenverbindung » est générique, il regroupe différents types de sociétés ou fraternités, mais on peut déterminer une organisation générale commune à toutes. Chaque type de Studentenverbindung peut être décrit par un ensemble de principes, et il existe deux principes communs à toutes : le Conventsprinzip ou Demokratieprinzip et le Lebensbundprinzip. Le premier principe dit que les Studentenverbindungen sont démocratiques, et que toutes les décisions sont prises au sein des Convente, réunions des membres actifs. Le Lebensbundprinzip établit le fait que l'on reste membre de la société tout au long de sa vie, même après la fin de ses études.
Un autre trait commun des Studentenverbindungen est l'organisation de ses membres. On peut regrouper tous les membres d'une Studentenverbindung dans deux groupes distincts, les actifs (Aktivitas) qui sont les membres étudiants, et les anciens (Alte Herren) qui ont fini leurs études et sont dans la vie active.
Chaque Verbindung possède dans la ville où elle est établie une maison, qui sert de lieu de rencontre pour les membres, et qui a des appartements dans lesquels les membres actifs peuvent habiter, s'ils le souhaitent. Les sociétés les plus jeunes n'en possédant pas, ils disposent parfois d'un local où ils se retrouvent, ou même tout simplement d'un bar de prédilection.
Une Studentenverbindung est financée par les anciens, qui payent en général une contribution mensuelle, couvrant les frais d'entretien de la maison, l'organisation des fêtes, réunions et autres rassemblements, et toutes les autres dépenses décidées par la Verbindung.
En 2017, 80% des sociétés étudiantes allemandes étaient masculines, 6% étaient féminines et 14% étaient mixtes.

## Histoire
La grande majorité des Verbindungen ont été fondées au début du XIXe siècle.

## Traditions

### Signes de reconnaissance
Les membres d'une Studentenverbindung portent parfois le Couleur, qui se compose d'un ruban aux couleurs de la société (Band) et d'une Mütze, une sorte de casquette, également aux couleurs de la société. Le couleur se porte lorsque les membres se réunissent, lorsqu'ils se trouvent dans la maison de la société, et lors de toutes les fêtes et réunions.
Certaines sociétés ne portent cependant qu'un Couleur partiel, ou pas du tout.
Des rubans, des coiffures typiques, façon de les porter :

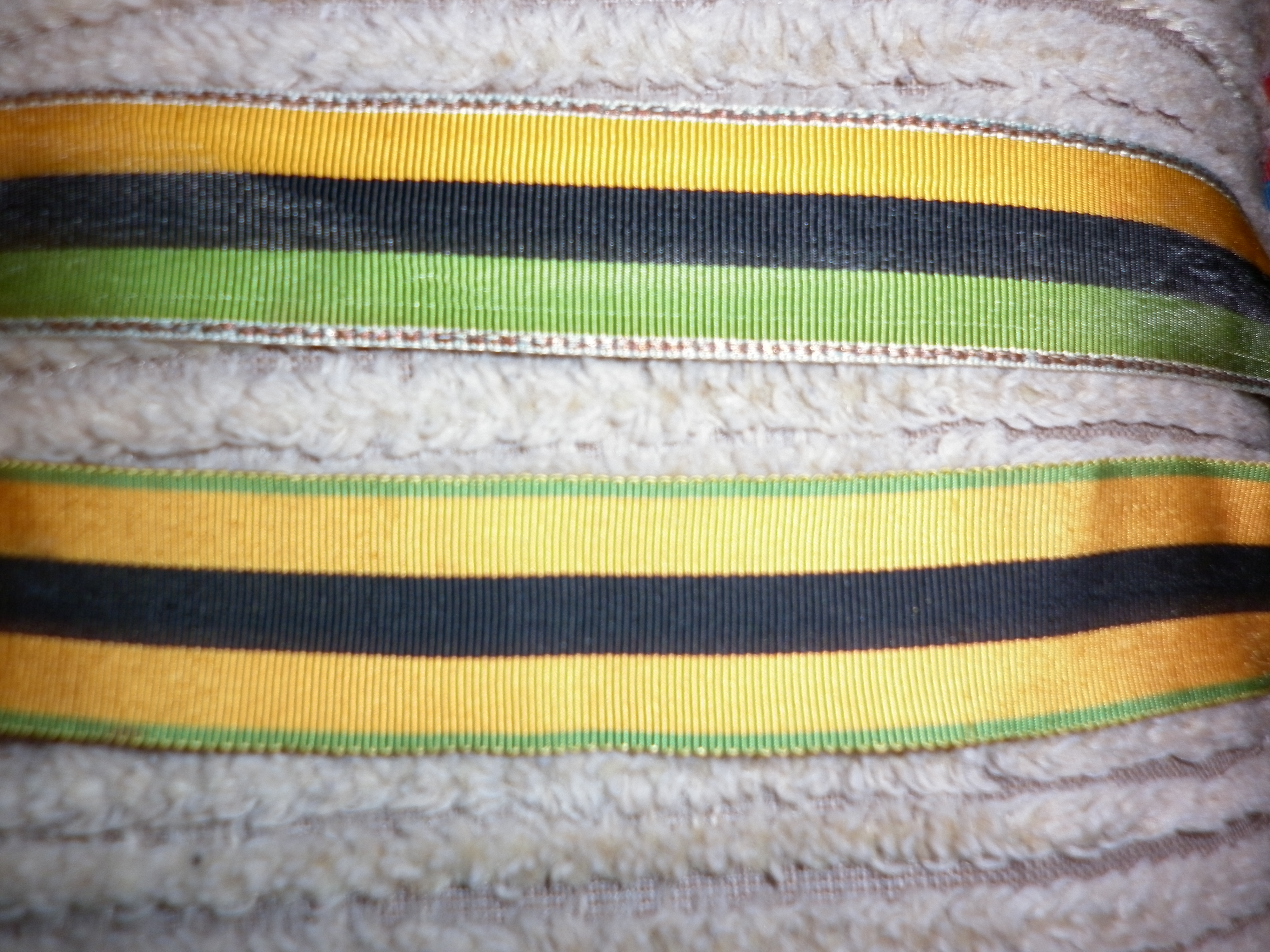
Band.
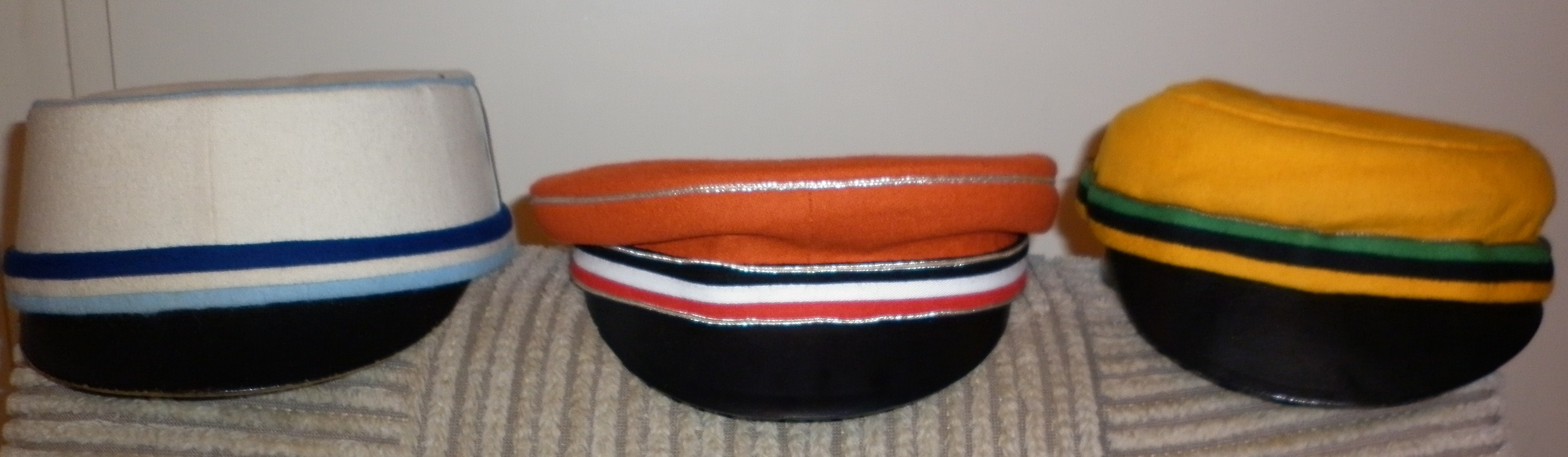
Coiffure Mütze.
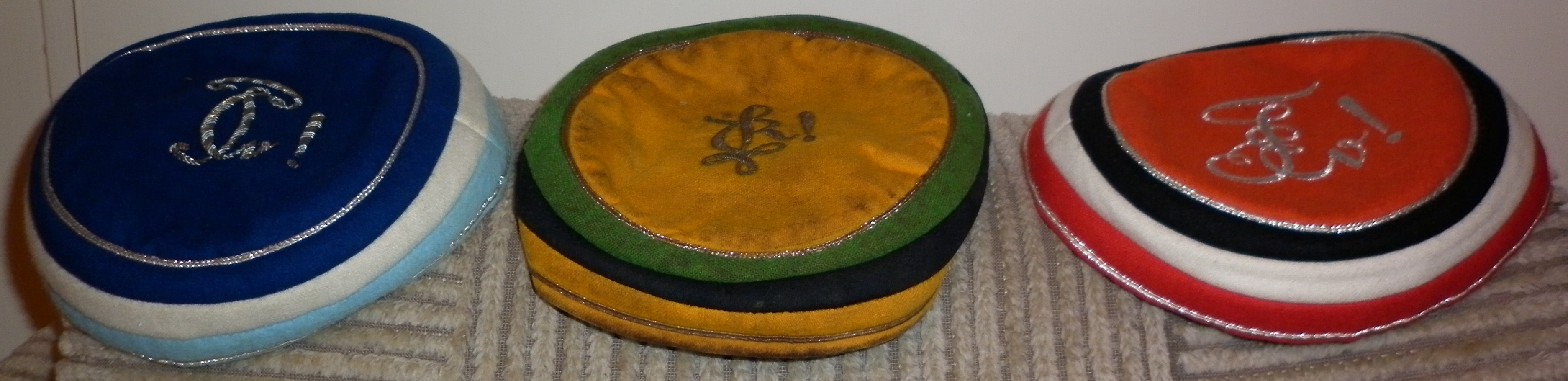
Coiffure Tönnchen.
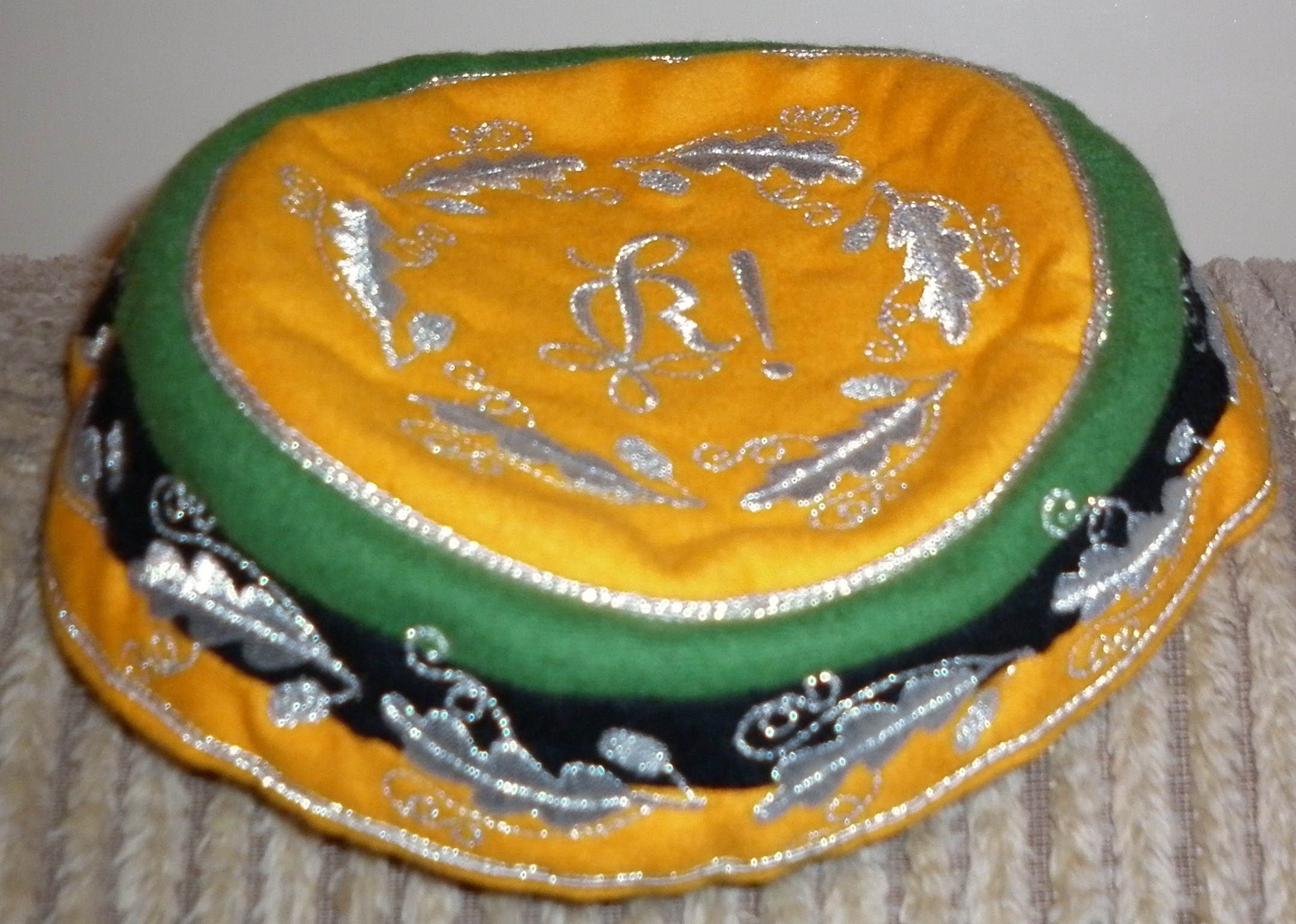
Coiffure Straßencerevis.
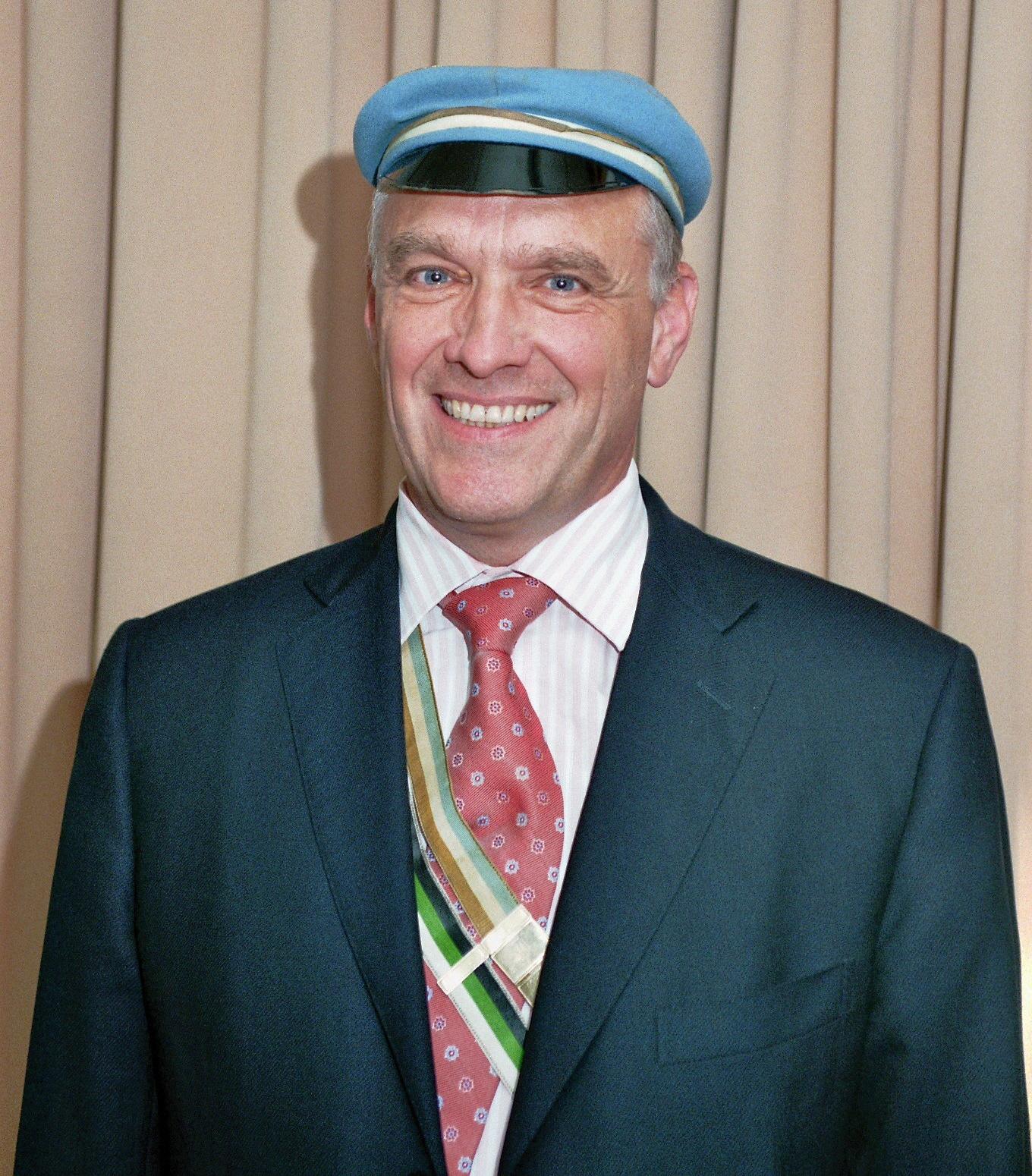
Façon de les porter.
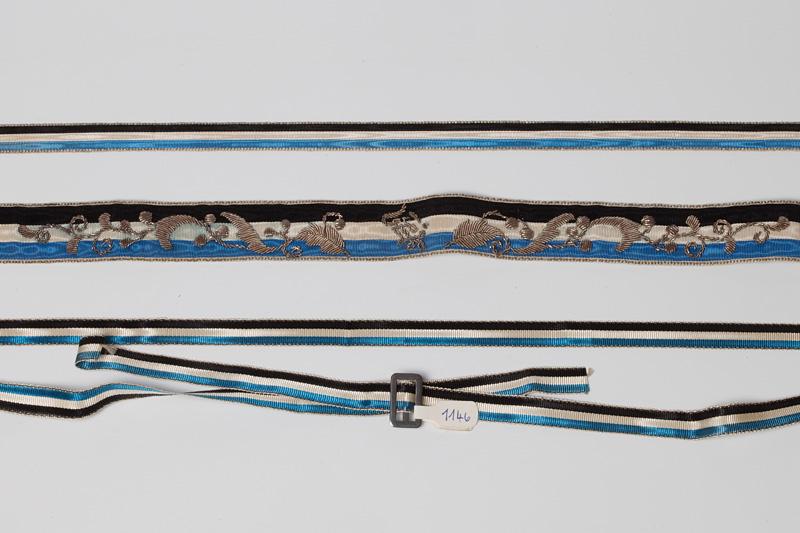
Couleur du groupe sioniste Nehardea, dans la collection du musée juif de Suisse[8].

Chaque Verbindung a aussi un blason et un Zirkel, qui est un entrelacement monogrammatique de lettres, qui comporte en général les initiales de la société et, ou les initiales de la devise de sa devise. Le Zirkel contient souvent les lettres V C F pour Vivat, Crescat, Floreat (Que vive, croisse et fleurisse...).

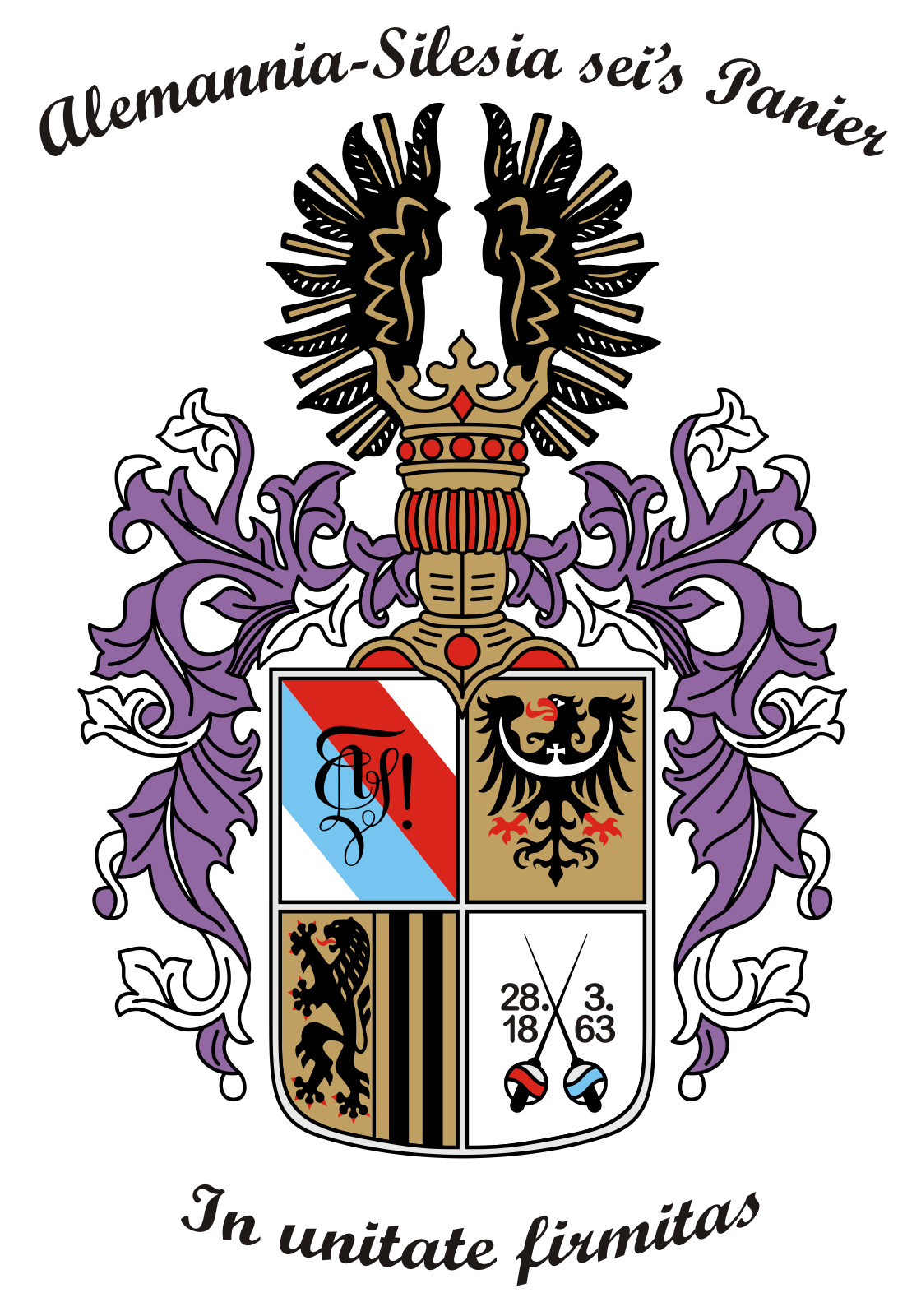
Blason de la Landsmanschaft Alemannia-Silesia à Clausthal-Zellerfeld.
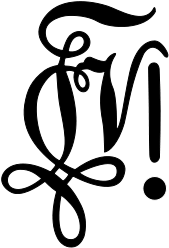
Zirkel de la Katholische Technischen Vereinigung Visurgis à Brême.
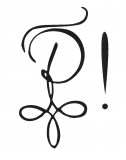
Zirkel de la Landsmannschaft Preußen à Berlin.
Zirkel de la Sängerschaft zu St. Pauli à Iéna.
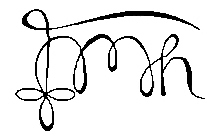
Zirkel de la Akademische Verbindung Merzhausia à Fribourg-en-Brisgau.
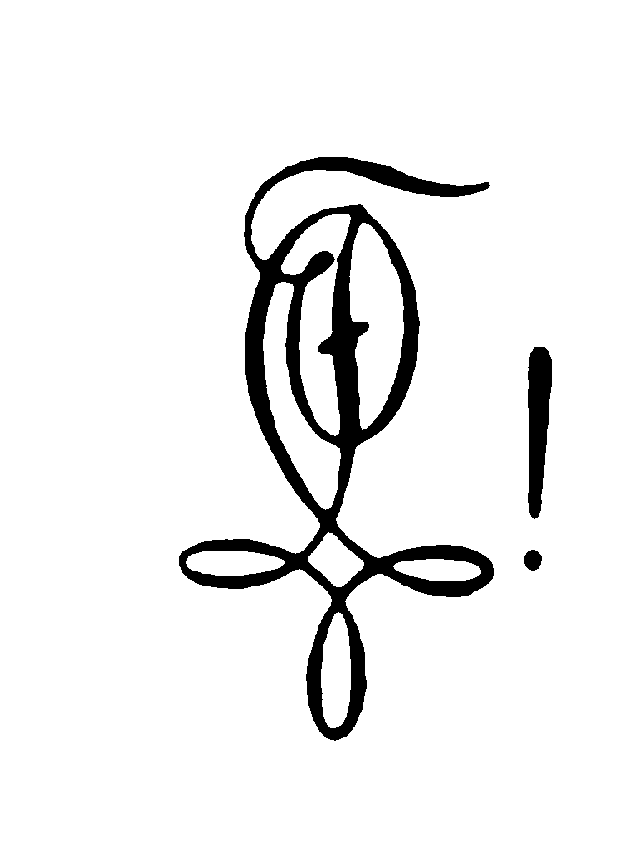
Zirkel de la Camera Obscura à Oldenburg in Oldenbourg.
Zirkel de la Burschenschaft Rheno-Palatia à Augsbourg.
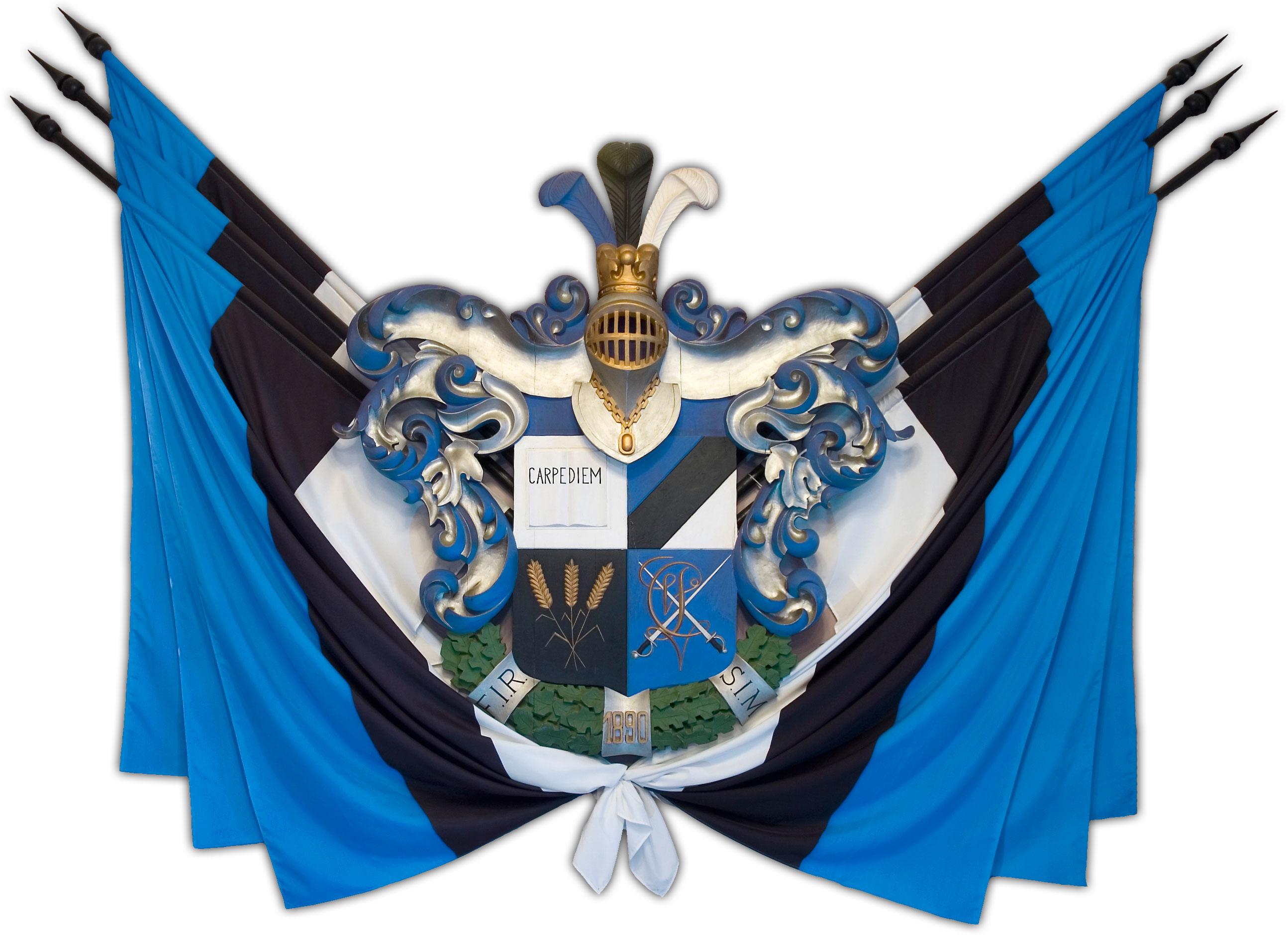
Blason de l'Eesti Üliõpilaste Selts / Verein Studierender Esten à Tartu en Estonie.

### Kneipe
Les sociétés organisent régulièrement des Kneipen ou Kommers, qui sont un rassemblement des membres actifs et anciens dans la grande salle de la maison, lors desquelles sont chantées des chansons étudiantes allemandes.
Lors d'une Kneipe, les membres sont assis selon un schéma déterminé, les trois Chargierte, c'est-à-dire les trois responsables élus pour la durée du semestre, sont assis côte à côte à un bout de la pièce, et dirigent les activités de la Kneipe, qui se composent principalement de chants et de discours, entrecoupées par des périodes où les membres peuvent discuter librement.
Les chants qui peuvent être chantés lors d'une Kneipe se trouvent dans le Allgemeines Deutsches Kommersbuch, une compilation des principaux chants étudiants allemands, dont certains des plus anciens, comme la célèbre chanson Gaudeamus Igitur, sont en latin.

### Escrime académique
Certains types de Studentenverbindungen, dont les Corps, Landsmannschaften et Burschenschaften, pratiquent l'escrime académique, une forme ancienne d'escrime, dont les racines principales sont les duels d'honneur et la nécessité des étudiants lors de certaines périodes historiques de pouvoir se défendre. Lors d'un duel, appelé la Mensur, un membre d'une société est toujours opposé à un membre d'une autre société.
Lors d'une Mensur, les combattants ne sont pas totalement protégés. Les coups sont portés seulement au niveau de la tête, et la protection comporte une cotte de mailles, plusieurs couches de protections en cuir et en cotte de mailles autour du cou, et de lunettes en métal, protégeant les yeux le nez et les oreilles. Les blessures que l'on risque obtenir lors d'une Mensur sont appelées Schmiss, et étaient dans le passé une marque d'honneur, voire d'un certain statut social.
L'escrime académique est rejetée par certains types de société, telles les Verbindungen catholiques, qui interdisent formellement sa pratique à leurs membres. Elles sont alors dites "nichtschlagend", non-combattantes.

## Types
Il y a un grand nombre de types de Studentenverbindungen, mais certains sont clairement dominants, aussi bien au niveau de leur nombre que de leur importance historique. Les types les plus communs sont :
| Type                            | Caractéristiques                                            | Nombre |
| ------------------------------- | ----------------------------------------------------------- | ------ |
| Corporation catholique          | porte le Couleur                                            | 200    |
| Corps                           | porte le Couleur, pratique l'escrime académique obligatoire | 161    |
| Burschenschaft                  | porte le Couleur, pratique l'escrime académique en option   | 158    |
| Corporation catholique          | ne porte pas de Couleur                                     | 126    |
| Landsmannschaft                 | porte le Couleur, pratique l'escrime académique obligatoire | 84     |
| Autres corporations catholiques | variable                                                    | 61     |
| Sängerschaft                    | porte le Couleur, l'escrime académique est optionnelle      | 20     |
| Turnerschaft                    | porte le Couleur, l'escrime académique est optionnelle      | 34     |

## Critiques
La plupart des Verbindungen n'acceptent, comme les fraternités américaines, que des hommes. Certaines sont mixtes, et certaines ne comportent que des femmes, mais elles sont rares. Cette organisation, datant des débuts des corporations étudiantes au XVIIIe siècle, est en général considérée comme une caractéristique importante et normale des Verbindungen, qui n'a rien à voir avec un comportement misogyne, même si les critiques des fraternités portent souvent sur ce point.
Certaines Verbindungen, surtout certaines Burschenschaften, qui ont dans leurs conditions d'admission d'être de nationalité allemande, sont régulièrement critiquées, et on leur reproche des tendances extrémistes. Les cas où une telle tendance est réelle sont en fait très limités, et la grande majorité des sociétés se distancent ouvertement et catégoriquement de ces tendances. Les Corps, par exemple, ont comme principe le plus important le Toleranzprinzip : tout étudiant masculin peut être admis, indépendamment de ses opinions politiques, de son origine, de sa nationalité et de ses croyances.